# غرامت جنگ

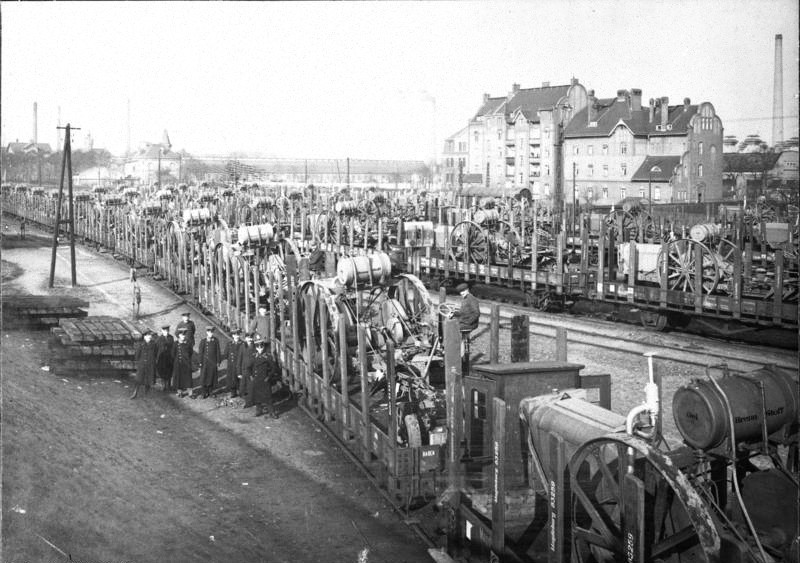
نمایی از قطارهای محموله غرامت جنگی از آلمان، پس از جنگ جهانی اول طبق قرارداد ورسای - دهه ۱۹۲۰ میلادی

غرامت جنگ یا غرامت جنگی به پول یا کالایی گفته می‌شود که برای جبران خسارات و صدمات ناشی از جنگ پرداخت می‌شود و از الحاق زمین و قلمرو طرفی که غرامت می‌پردازد به طرفی که زیان دیده‌است جلوگیری می‌کند.

## تاریخچه
پرداخت غرامت سابقه طولانی در تاریخ دارد. برای نمونه کارتاژ در جنگ‌های پونیک غرامت جنگی زیادی به روم پرداخت نمود.